# TRIMU 5
TRIMU 5 je selektivni μ2-agonist/μ1-antagonist mi opioidnog receptora. On stimuliše hipotalamo-hipofizno-adrenalnu osu. U eksprerimentima na pacovima TRIMU-5, 50 μg, proizvodi održiv porast kortikosterona u plazmi u toku tročasovnog perioda. Niže doze (10 μg) ne proizvode respons, dok veće doze (100 μg) povišavaju hormonski odgovor, ali su letalne u 50% slučajeva.

## Literatura
1. ↑   уреди
2. ↑  Evan E. Bolton; Yanli Wang; Paul A. Thiessen; Stephen H. Bryant (2008). „Chapter 12 PubChem: Integrated Platform of Small Molecules and Biological Activities”. Annual Reports in Computational Chemistry. 4: 217—241. doi:10.1016/S1574-1400(08)00012-1.
3. 1 2  Eisenberg RM (1994). „TRIMU-5, a mi 2-opioid receptor agonist, stimulates the hypothalamo-pituitary-adrenal axis”. Pharmacol. Biochem. Behav. 47 (4): 943—6. PMID 8029266. doi:10.1016/0091-3057(94)90300-X.
4. ↑  Tive LA, Pick CG, Paul D, Roques BP, Gacel GA, Pasternak GW (1992 Jun 5). „Analgesic potency of TRIMU-5: a mixed mu 2 opioid receptor agonist/mu 1 opioid receptor antagonist”. Eur J Pharmacol. 216 (2): 249—55. PMID 1327812. Проверите вредност парамет(а)ра за датум: |date= (помоћ)